# De Hoop (Bunschoten)
De Hoop is een Nederlandse korenmolen gelegen aan Stadsspui 15 in Bunschoten. Het is een achtkante houten molen op een betonnen onderbouw. Op 29 mei 2009 werd de molen feestelijk in gebruik gesteld.
De bouw is een initiatief van de Stichting Korenmolen De Hoop Bunschoten die met de bouw van de molen een in 1899 gebouwde molen met dezelfde naam wil doen herleven. Het restant van deze molen is in 1967 gesloopt. Het idee om De Hoop te herbouwen dateert van 1997; de stichting heeft er ruim tien jaar over gedaan om haar plannen te verwezenlijken en op 30 november 2007 werd met de bouw begonnen. Op 30 november 2008 werd het houten achtkant op de betonnen onderbouw geplaatst en de kap met de gietijzeren bovenas op de houten achtkant. De bovenas is in 2008 gegoten door de fabr. J. Geraedts uit Baarlo. De bovenas is aan de penzijde verzwaard om dompen tegen te gaan. Het ligt echter in de bedoeling de as verder naar achteren te verplaatsen. De onderbouw, houten achtkant en kap is gemaakt door de fa. Groot Roessink uit Voorst en het gaande werk door de fa. Groot Wesseldijk uit Laren.
Het gevlucht heeft Van Bussel-neuzen met remkleppen. De gelaste, 20,5 m lange roeden zijn in 2008 gemaakt door de fabr. Groot Wesseldijk en hebben de nummers 96 voor de binnenroede en 97 voor de buitenroede. De molen wordt gevangen (geremd) met een Vlaamse blokvang met kneppel. In de ezel zit voor het scharnieren van de vangbalk een schuif, waardoor een traploze afstelling van de vangbalk mogelijk is.
De kap heeft een Engels kruiwerk, dat wordt bediend met een kruilier. De keerstijl in het voorkeuvelens van de kap is uitneembaar voor het plaatsen of verwijderen van de bovenas. Dit is opmerkelijk omdat meestal de weerstijl uitneembaar is.
Het maalgoed wordt geluid (opgehesen) met een sleep luiwerk, dat in rust op een haak ligt.
De lange spruit, de korte spruit en de staart zijn van ijzer.
In het gebouw naast de molen is een brasserie gevestigd

## Overbrengingen
- De overbrengingsverhouding is 1 : 5,77.
- Het bovenwiel heeft 53 kammen en het bovenrondsel heeft 30 staven. De koningsspil draait hierdoor 1,77 keer sneller dan de bovenas. De steek, de afstand tussen de staven, is 12 cm.
- Het spoorwiel heeft 75 kammen en het steenrondsel 23 staven. Het steenrondsel draait hierdoor 3,26 keer sneller dan de koningsspil en 5,77 keer sneller dan de bovenas. De steek is 9,8 cm.

## Fotogalerij

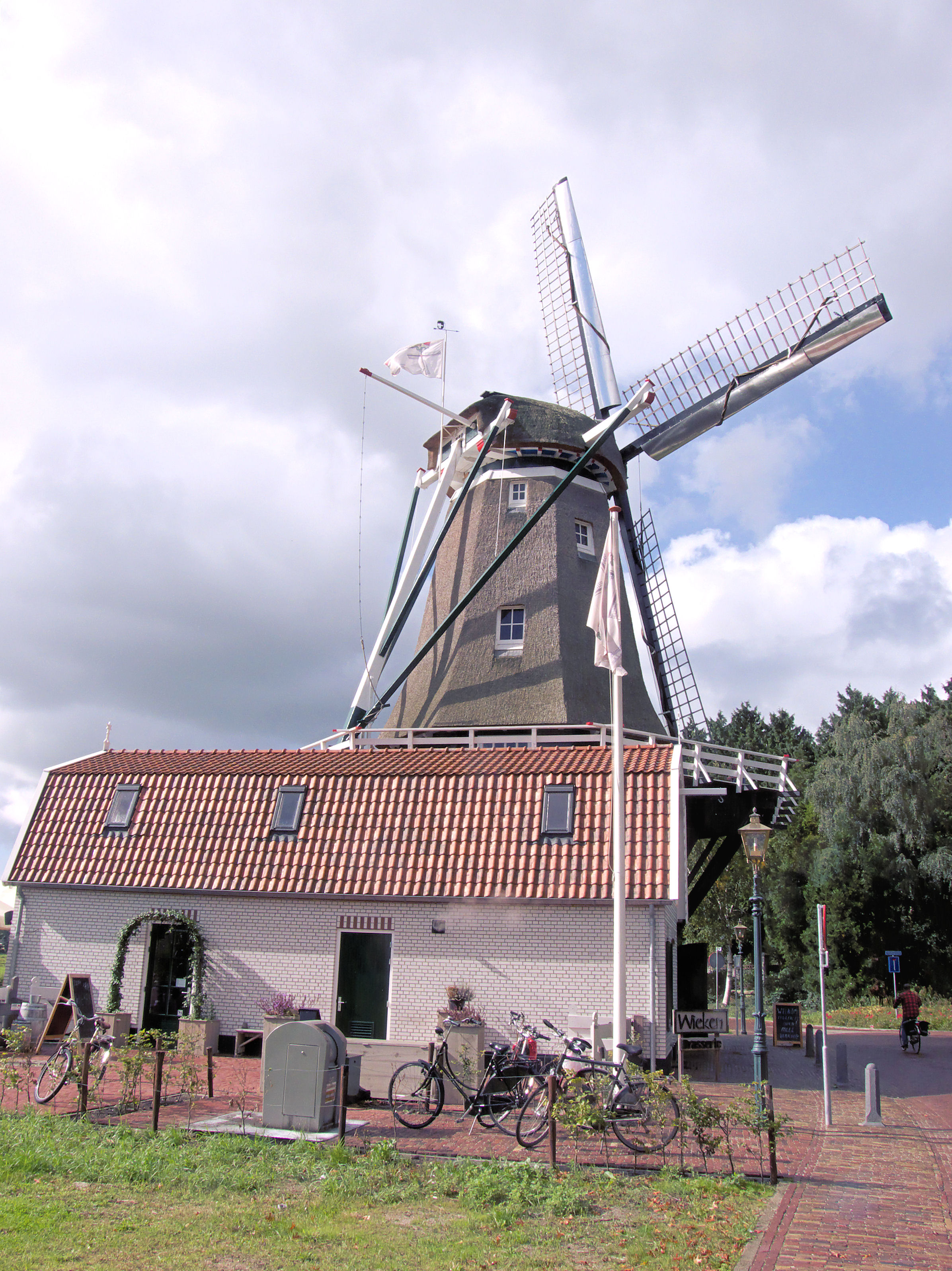
Met Brasserie (september 2010)
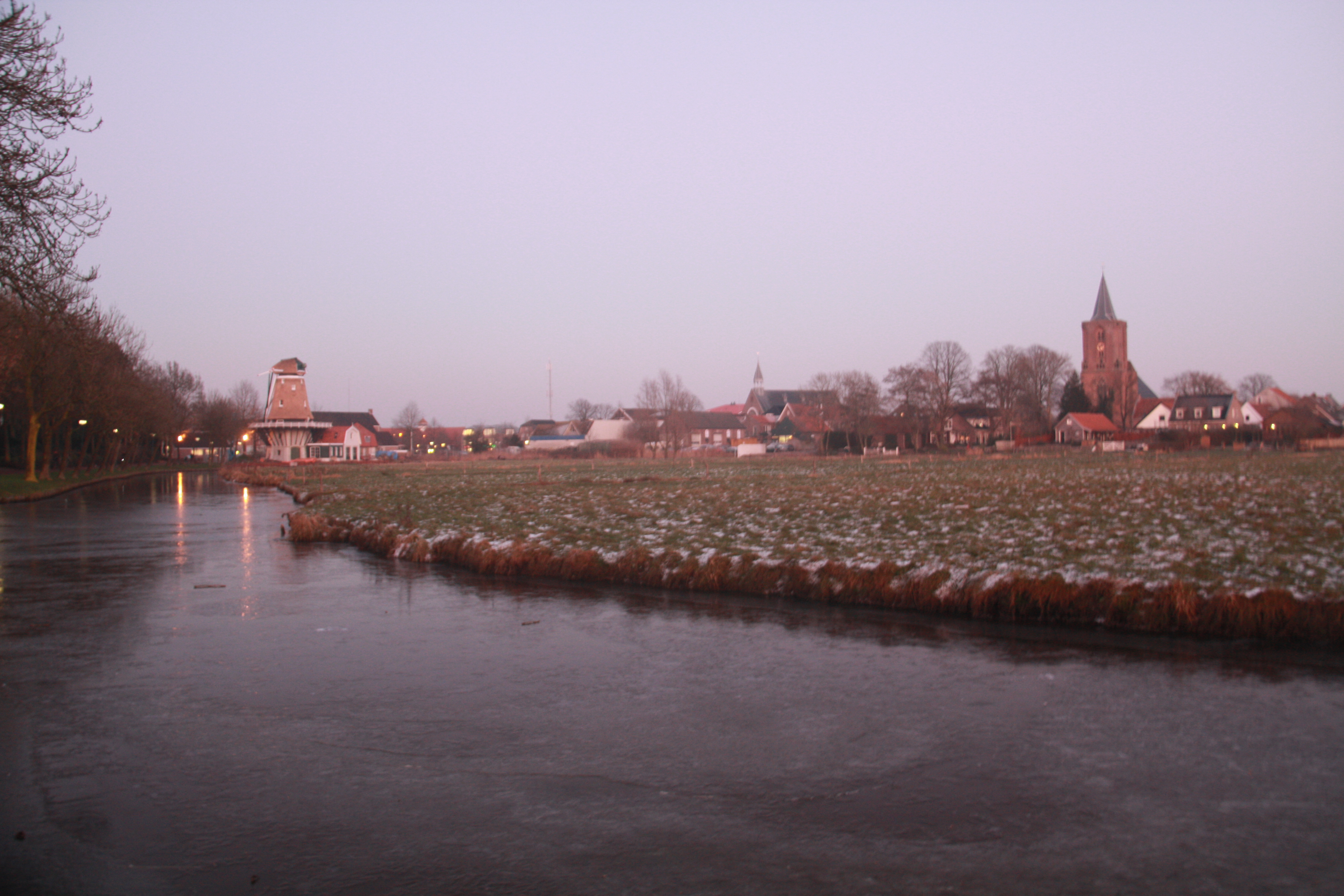
De Hoop 2008
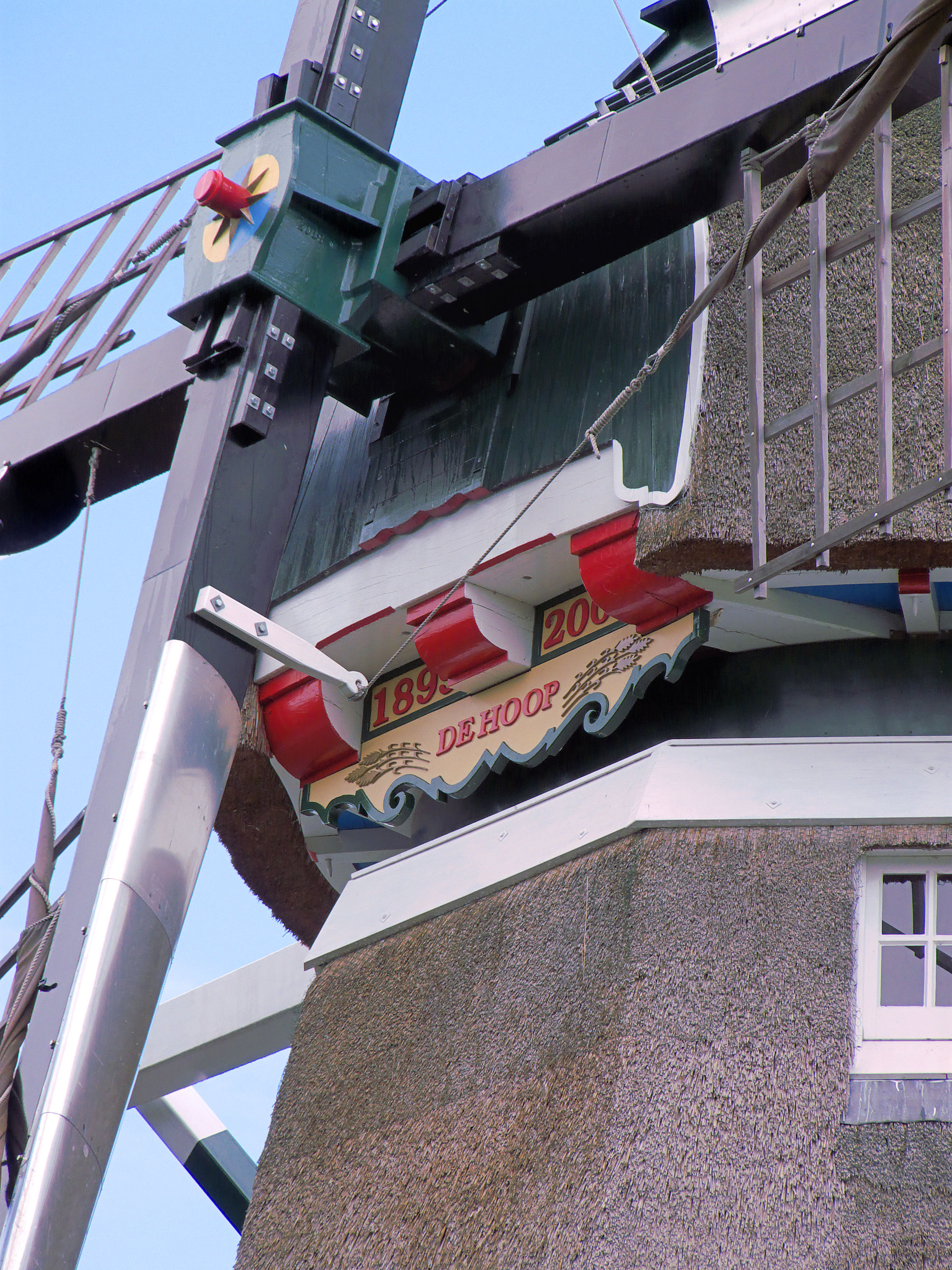
Baard met askop
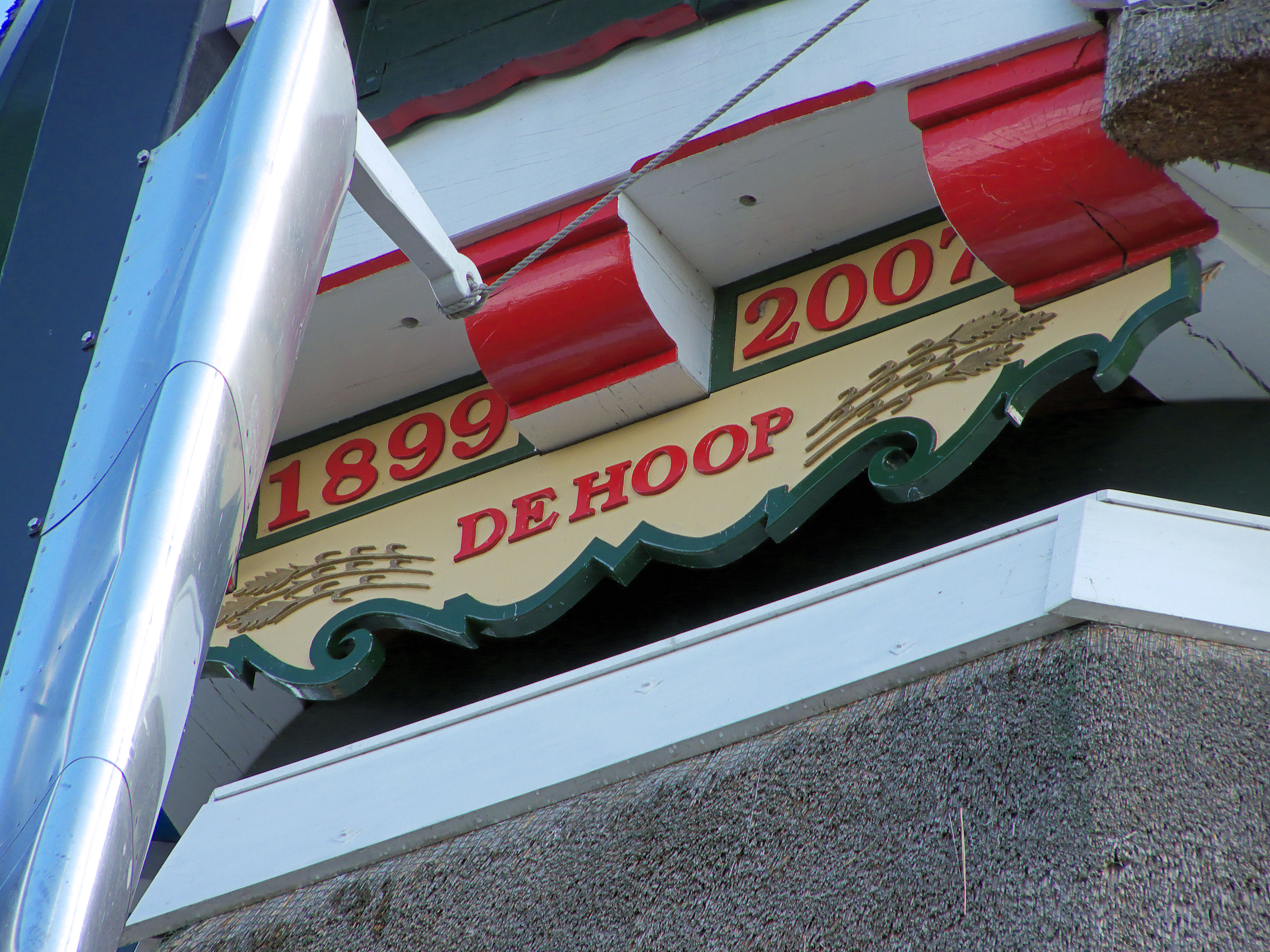
Baard
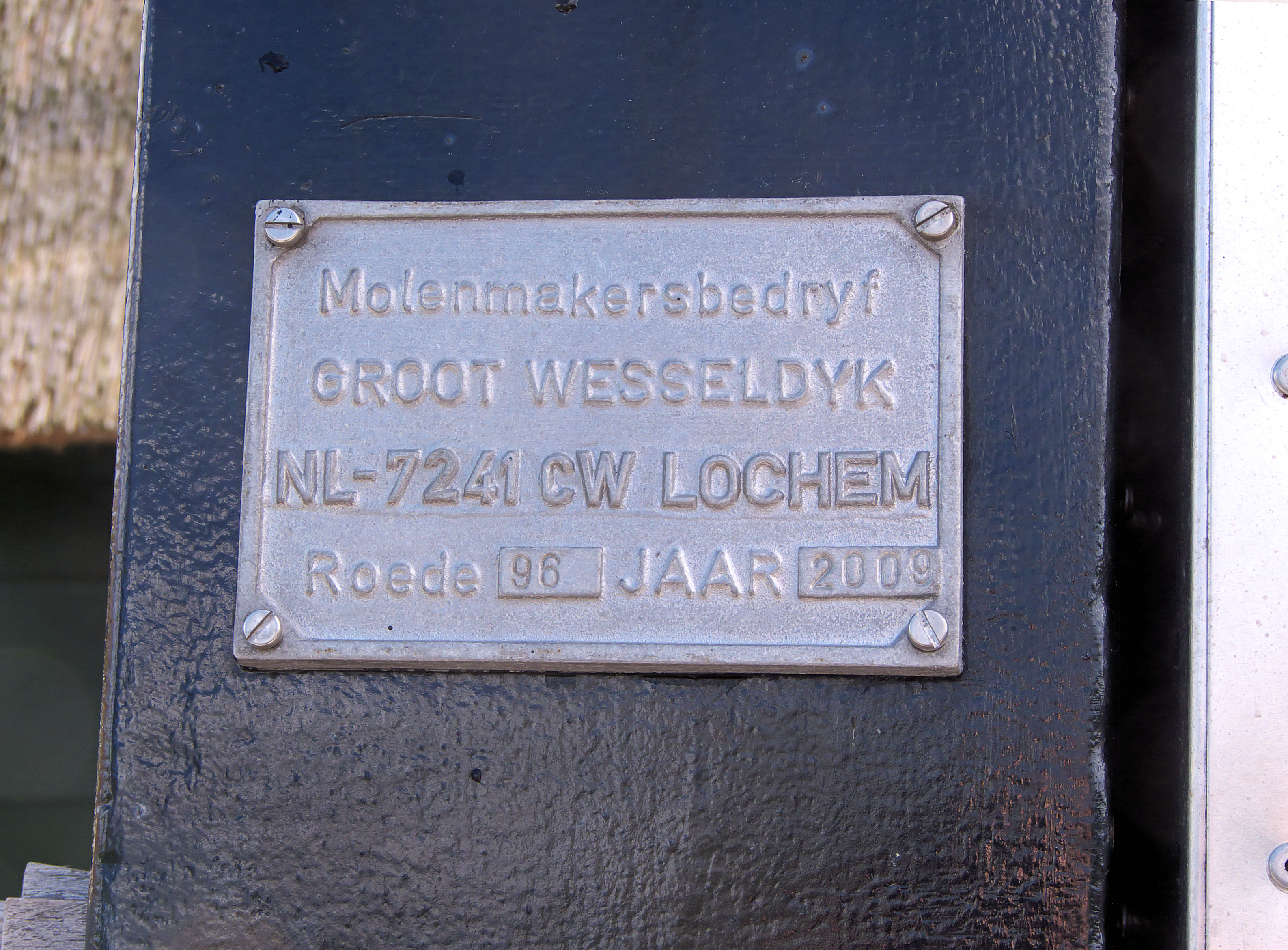
Roeplaatje
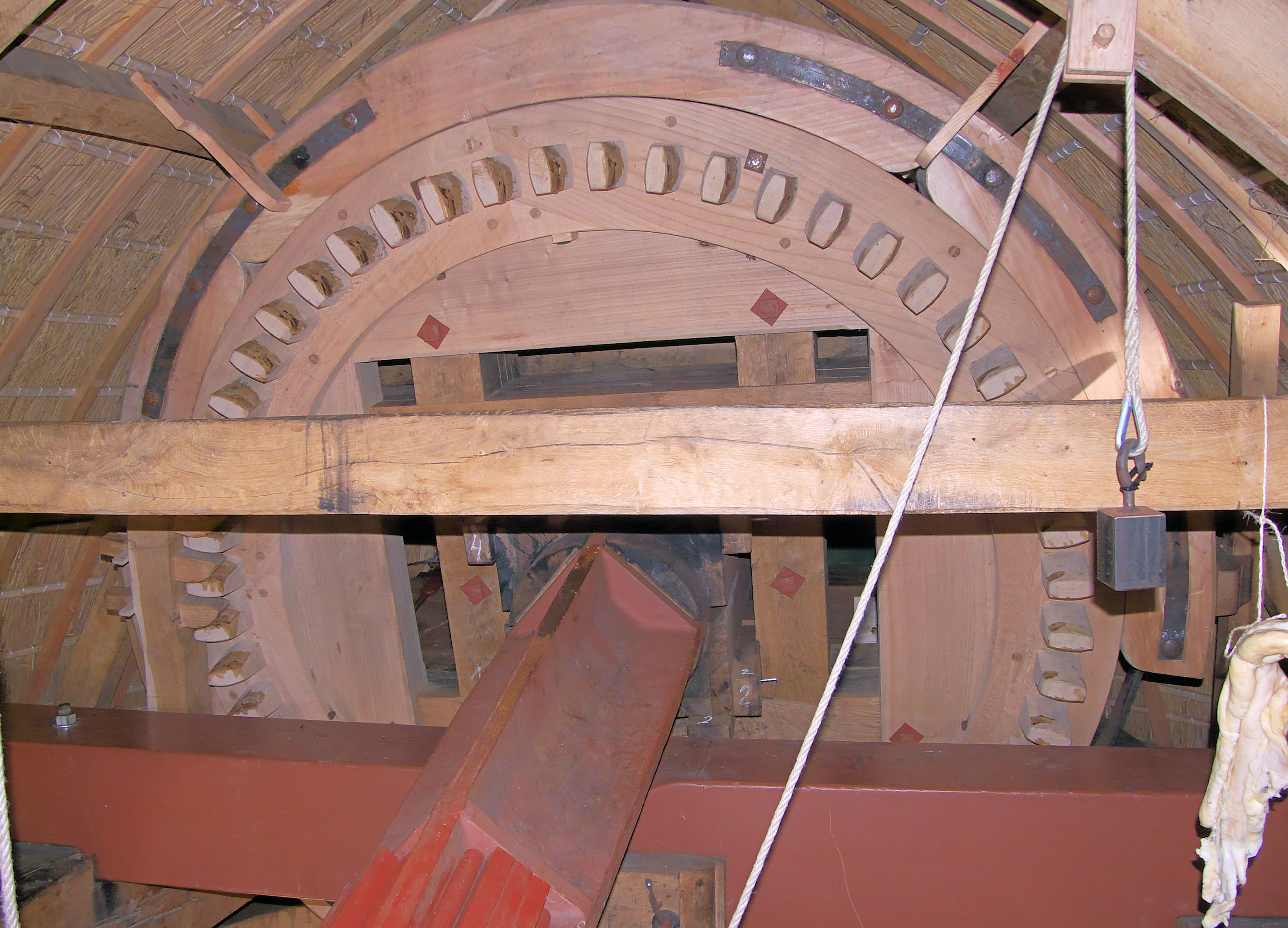
Bovenwiel